# سونيا يوغفانسدوتير
سونيا ج. يوغفانسدوتير (بالفاروية: Sonja J. Jógvansdóttir) (ولدت في 9 نوفمبر 1977  في توشهافن) هي سياسية وصحفية، ومؤسسة ومنسقة سامتاك (المركز الوطني للنقابات العمالية)
من جزر فارو التابعة لمملكة الدنمارك الذي كان حتى 16 سبتمبر 2015، كانت عضوا في الحزب الديمقراطي الاجتماعي. وهي واحدة من مؤسسي جمعية إل جي بي تي فورويار المدافعة عن حقوق المثليين في عام 2011. وهي ناشطة ومدافعة عن حقوق المثليين في جزر فارو.

## النشأة والتعليم
ولدت سونيا يوغفاندوتير في 9 نوفمبر 1977، في توشهافن. وتحصلت على شهادة بكالوريوس الآداب في العلوم السياسية من جامعة إدنبرة في عام 2002.
وقد تطوعت في عدة نقاشات حول العدالة الاجتماعية والمساواة بين الجنسين والمثلية الجنسية

## العمل السياسي
في 1 سبتمبر 2015، أصبحت يوغفانسدوتير أول شخص من جزر فارو، معلنا عن كونه مثلي أو مثلية الجنس يتم انتخابه في البرلمان الفاروي. حصلت على 1,200 صوتا، وهوثالث أكبر عدد أصوات لكل الأحزاب وثاني أكبر عدد من أصوات الحزب الاشتراكي الديمقراطي بعد أصوات رئيسه الذي أصبح رئيس وزراء جزر فارو أكسل ف. يوهانسن. لكنها غادرته بعد بضعة أيام من الانتخابات وأصبحت عضوة مستقلة في البرلمان الفاروي. وقالت لنفسها هو أنها لم تكن ترغب في أن تكون جزءًا من حزب تشعر بأنه معادي للمثليين جنسياً ويحتقر الأقليات حسب وصفها كونه لم يضع في أجندته وأجندة الحكومة تقنين زواج المثليين في جزر فارو، في الوقت نفسه، وعدت بأنها ستدعم حكومة أكسل ف. يوهانسن.

### قانون زواج المثليين
بعد الانتخابات، قامت سونيا يوغفانسدوتير كعضوة مستقلة مع أعضاء البرلمان الآخرين وهم: العضوة عن حزب الجمهورية بيورت سامويلسن، والعضوة عن الحزب الديمقراطي الاجتماعي كريسيانا وينثر بولسن والعضوة عن حزب التقدم هانا ينسن، في 24 سبتمبر/أيلول 2015 بتقديم اقتراح زواج المثليين مطابق لقانون عام 2013 لأمانة البرلمان. عرض مشروع القانون في البرلمان لأول مرة في 17 نوفمبر 2015. تمت القراءة الأولى له في 24 نوفمبر 2015. في 26 أبريل 2016، بعد قدر كبير من المناقشة البرلمانية، أقر مشروع قانون الزواج المثلي الجنس قراءته الثانية بتصويت 19 صوتا لصالح وتصويت 14 صوتا ضد (19-14). تم تمرير مشروع القانون في القراءة النهائية يوم 29 أبريل 2016. وصوت البرلمان الدانمركي بالإجماع على التصديق على التغييرات التي أُدخلت على قانون الزواج الخاص به في 25 أبريل 2017. وقد سمح وزير العدل لاحقًا بدخول القانون حيز التنفيذ في 1 يوليو 2017، بعد إجراء بعض التعديلات الطفيفة فيما يتعلق بكنيسة جزر الفارو.
صدر قانون يُعفي كنيسة جزر فارو من مباركة زواج المثليين في البرلمان الفاروي في 30 أيار/مايو ودخل حيز النفاذ في 1 تموز/يوليو 2017، إلى جانب قانون الزواج. تم عقد أول زواج مثلي في جزر فارو في 6 سبتمبر 2017.

## الحياة الخاصة
تعيش سونيا يوغفاندوتير مع شريكتها أنليس بياركهامار والتي كانت تشغل من قبل منصب وزيرة الثقافة مابين عامي 2002-2003.